# Succursale de la Banque de France à Nancy

La succursale de la Banque de France à Nancy est une succursale (avec caisse) de la Banque de France, créée en 1853 dans la ville de Nancy, en Lorraine.

## Histoire

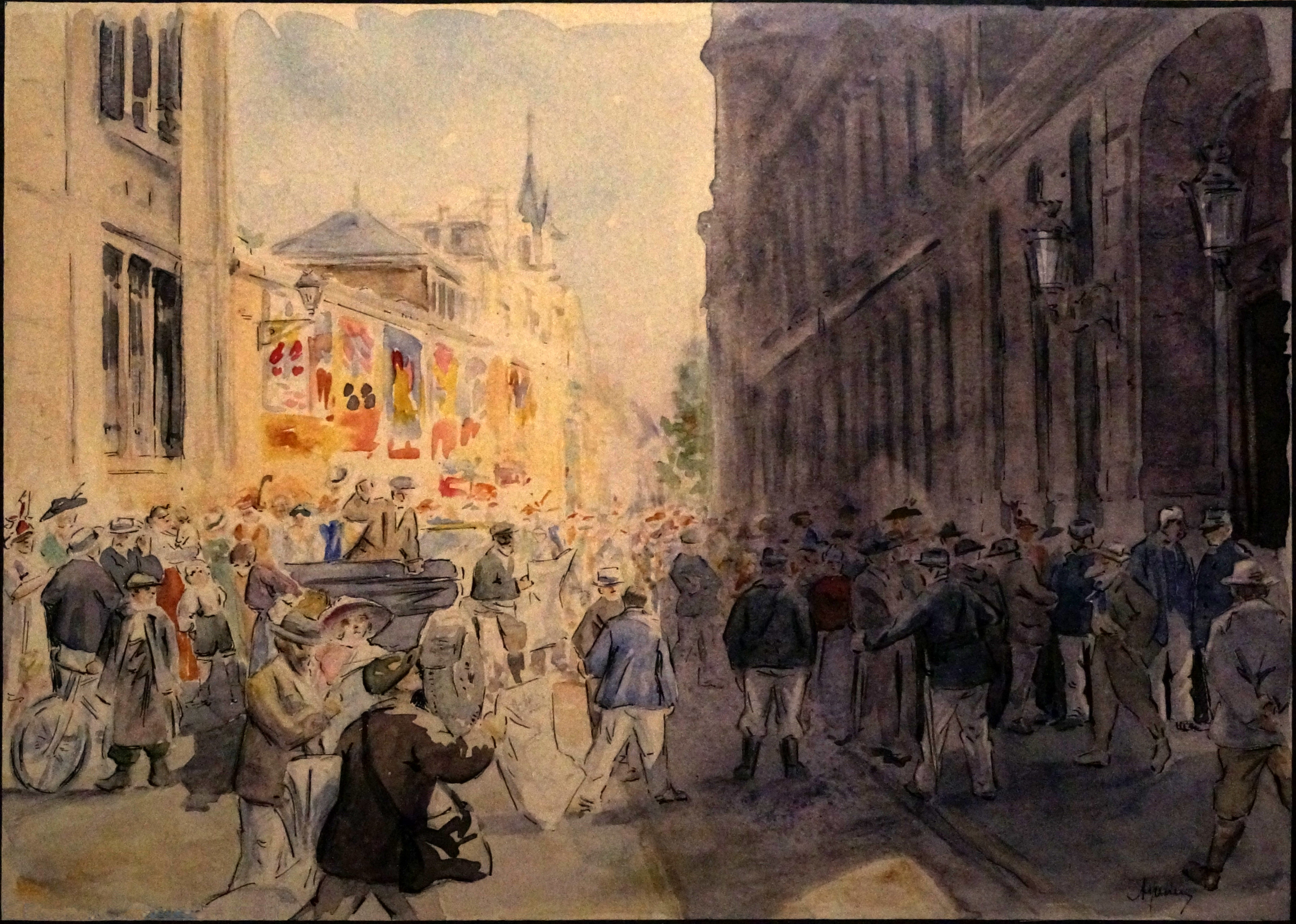
En 1914, la foule se regroupe devant la succursale.

La création de cette succursale a été votée à l'unanimité par le conseil général de la Banque de France le 17 mars 1853, puis autorisée par un décret impérial le 18 avril. En juillet, un hôtel particulier situé place d'Alliance fut acheté à M. de Joybert pour l'y installer, et son ouverture effective eut lieu le 7 novembre.
Mais, après l'annexion allemande de l'Alsace-Moselle lors de la guerre de 1870, son activité a augmenté au point que l'hôtel Joybert s'est révélé trop petit.
Un bâtiment a alors été construit spécialement pour elle dans la première moitié des années 1880 (la date exacte varie selon les sources : 1882, 1883, ou 1885). Il est situé au 2 rue Chanzy, à l'angle avec la rue Henri-Poincaré. À cet emplacement se trouvait auparavant l'église d'un couvent de Carmélites ; ce couvent a été transformé en caserne à la Révolution, et a disparu en 1879 pour laisser place à la salle Poirel, tandis que l'église a été détruite en 1880,,.
Le bâtiment de la rue Chanzy a ensuite fait l'objet en 1906 d'une extension par l'architecte Joseph Hornecker.

## Directeurs successifs
- 23 juillet 1853 : Eugène Oppermann[11]
- 3 décembre 1856 : Emmanuel Blondin[12]
- 21 mars 1983 : M. Henriet[13]
- 17 janvier 1990 : M. Maffei[14]